# Jordan Akins
Jordan Akins (Locust Grove, Georgia, 19 de abril de 1992) es un jugador profesional estadounidense de fútbol americano que se desempeña en la posición de tight end en Cleveland Browns, equipo de la National Football League (NFL).

## Carrera
Fue seleccionado en la tercera ronda en la Reunión Anual de Selección de Jugadores de la NFL de 2018. Hizo su debut profesional con el equipo Houston Texans, en el cual jugó cinco temporadas (2018-2022), después pasó a New York Giants (2022-2023), posteriormente a Cleveland Browns, donde lleva jugando dos temporadas.